# Osservatorio Astronomico di Belgrado
L'Osservatorio Astronomico di Belgrado (AOB), noto anche come Osservatorio astronomico di Zvezdara è un osservatorio astronomico situato nella parte orientale di Belgrado, in Serbia, nell'ambiente naturale della foresta di Zvezdara.
L'osservatorio è una delle più antiche istituzioni scientifiche situate in Serbia e l'unico istituto astronomico autonomo nella ex Jugoslavia. Fu fondato nel 1887 dal Ministro della Pubblica Istruzione e degli affari della Chiesa del Regno di Serbia Milan Kujundzic su iniziativa di Milan Nedeljkovic, professore di astronomia presso la Grande Scuola (Velika škola, che dal 1905 divenne università di Belgrado), la più alta istituzione educativa in Serbia tra il 1863 e il 1905. La struttura dal 2001 ha lo status di monumento culturale di eccezionale importanza.

## Storia

### Le origini
Le origini dell'osservatorio di Belgrado hanno fondamenta nell'ottimo percorso professionale di Milan Nedeljković, benestante giovane di Belgrado che su sollecitazione di alcuni suoi professori, tra cui il botanico Josif Pančić ed i matematici Dimitrije Nešić e Ljubomir Klerić, fu inviato in Francia come cadetto statale, terminate le scuole superiori, a studiare alla Sorbona grazie ad una incentivante borsa di studio.
Nedeljkovic arrivò a Parigi nel 1879. Per poter accedere al corso di astronomia, da egli desiderato, dovette studiare matematica in quanto materia obbligatoria per l'accesso, oltre ad approfondire anche fisica, meteorologia e climatologia. Su interessamento dell'Ambasciata Reale Serba a Parigi Nedeljkovic divenne studente a tempo pieno, possibilità a quel tempo preclusa agli stranieri. Durante i tre anni di studi le sue doti intellettive furono notate dai professori della scuola di astronomia presso l'osservatorio di Parigi, i quali lo seguirono negli studi e gli fecero fare esperienza presso gli osservatori di Marsiglia, Nizza, Tolosa, Lione, Bordeaux.
Dopo un quinquennio di studi a Parigi, Nedeljkovic nel 1884 tornò a Belgrado dove divenne professore di astronomia e meteorologia presso la Grande Scuola, oggi università di Belgrado. Nel contempo promosse una campagna per l'istituzione di un osservatorio presso la suddetta scuola inizialmente respinta a causa di restrizioni finanziarie. Fu grazie anche al prestigio che un dipartimento di astronomia e meteorologia avrebbe dato tra le nazioni acculturate e, forse anche all'influenza della moglie di Nedeljkovic a corte, abile negoziatrice, che dopo tre lunghi anni, su iniziativa del professore Nedeljković, il 7 aprile 1887 fu firmato il decreto per la fondazione dell'osservatorio da Milan Kujundžić Aberdar, Ministro della Pubblica Istruzione e degli affari della Chiesa del Regno di Serbia.
I lavori iniziarono nel 1889 con l'auspicio di terminare due anni dopo in tempo per le ricorrenze di San Giorgio nel 1891 e Nedeljković contribuì con fondi propri alla costruzione dell'edificio, nello specifico all'annesso giardino botanico che poteva consentirgli di intraprendere quanto prima i propri studi di fenologia. L'apertura dell'osservatorio, avvenuta a maggio 1891, fu l'evento culturale più importante dell'anno svoltosi a Belgrado e Nedeljković in tale circostanza fu nominato Decano dal Consiglio Accademico della Grande Scuola.

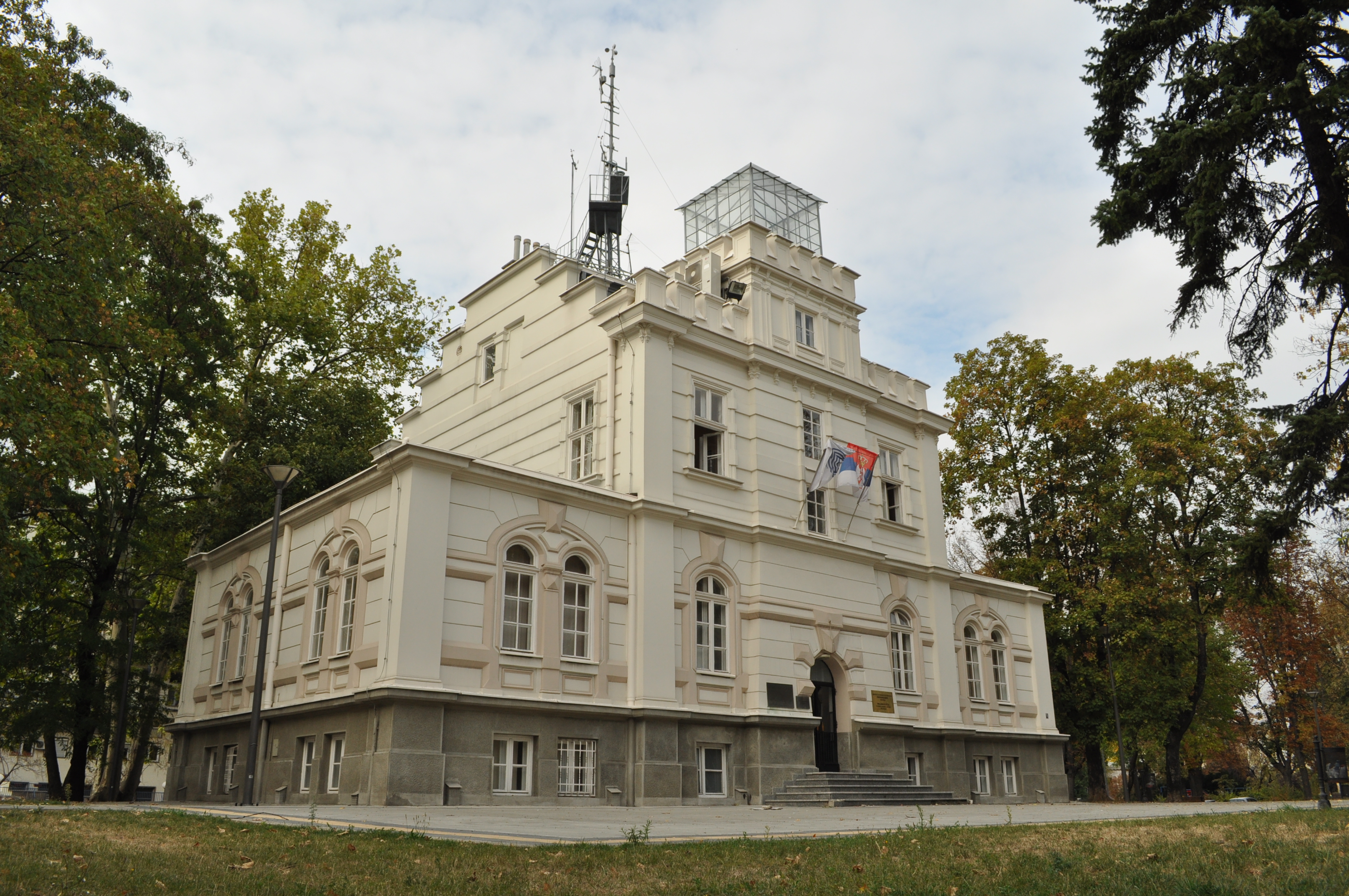
L'osservatorio astronomico e meteorologico dal 1891 al 1924

### Vračar (1891–1929)
L'osservatorio divenne operativo nella casa della famiglia dove Nedeljković era affittuario, sino a quando nel 1891 fu costruito appositamente un edificio non molto distante dal precedente sull'altopiano di Vračar, nel quale vennero uniti gli osservatori astronomici, meteorologici e sismologici. Costruito seguendo un progetto dell'architetto Dimitrije T. Leko, noto urbanista proveniente da una ricca famiglia di Belgrado, l'edificio venne dotato di moderni strumenti per osservazioni astronomiche e meteorologiche e furono realizzati due piccoli padiglioni astronomici che fungevano da laboratorio per l'addestramento pratico degli studenti della Grand School e per ospitare studenti, cittadini e personaggi illustri ai quali era consentito di potere effettuare osservazioni di un certo rilievo come avvenne in concomitanza, nel 1910, del passaggio della cometa di Halley.
Oltre alla sua importanza per l'astronomia e la meteorologia, l'osservatorio di recente costruzione, guidato da Nedeljković, è stato una culla delle ricerche sismiche e geomagnetiche in Serbia. Grazie al collega e amico di Nedeljković Miklós Konkoly, fondatore dell'omonimo osservatorio a Budapest e fondatore della moderna astronomia e meteorologia ungherese, l'osservatorio fu dotato di un sismografo. Per un breve periodo, dal luglio 1899 all'ottobre 1900, come seconda persona a capo dell'Osservatorio fu nominato il fisico e successivo rettore dell'università Đorđe Stanojević.
Durante il ritiro da Belgrado alla fine della prima guerra mondiale nel 1918, l'esercito austro-ungarico distrusse tutti gli strumenti dell'osservatorio.
Nedeljković, già allora una delle figure più importanti nella storia dell'astronomia serba, riuscì ad acquisire strumenti per il nuovo osservatorio usufruendo dei risarcimenti di guerra dalla Germania, senza attingere a soldi statali. Il valore degli strumenti, disponibili dal 1922, superavano di tre volte il costo di costruzione dell'intero edificio dell'osservatorio; tra gli strumenti che Nedeljković riuscì ad ottenere dalla Germania come risarcimento per i danni bellici dopo la prima guerra mondiale vi furono:
- rifrattore Zeiss grande 65/1055 cm
- rifrattore Zeiss piccolo 20/302 cm
- cerchio verticale grande 190/2578 mm
- strumento dei passaggi grande 190/2578 mm
- cerchio meridiano 190/2578 mm
- cercatore di comete Zeiss 20/133 cm
- strumento dei passaggi piccolo 100/1000 mm
- telescopio zenitale 110/1287 mm
- astrografo Zeiss piccolo 160/800 mm
- un cospicuo numero di strumentazioni di precisione, diversi orologi e cronometri.

Il prodigo astronomo andò in pensione due anni dopo, nel 1924.
Nel 1924, con la sentenza del Consiglio di Facoltà, l'osservatorio fu diviso in due istituzioni distinte: Osservatorio astronomico e Osservatorio meteorologico dell'Università di Belgrado. Vojislav Mišković, astronomo serbo all'epoca già un affermato astronomo impegnato presso l'osservatorio di Nizza, in Francia, fu nominato direttore dell'osservatorio astronomico nel 1926.

### Zvezdara dal 1929

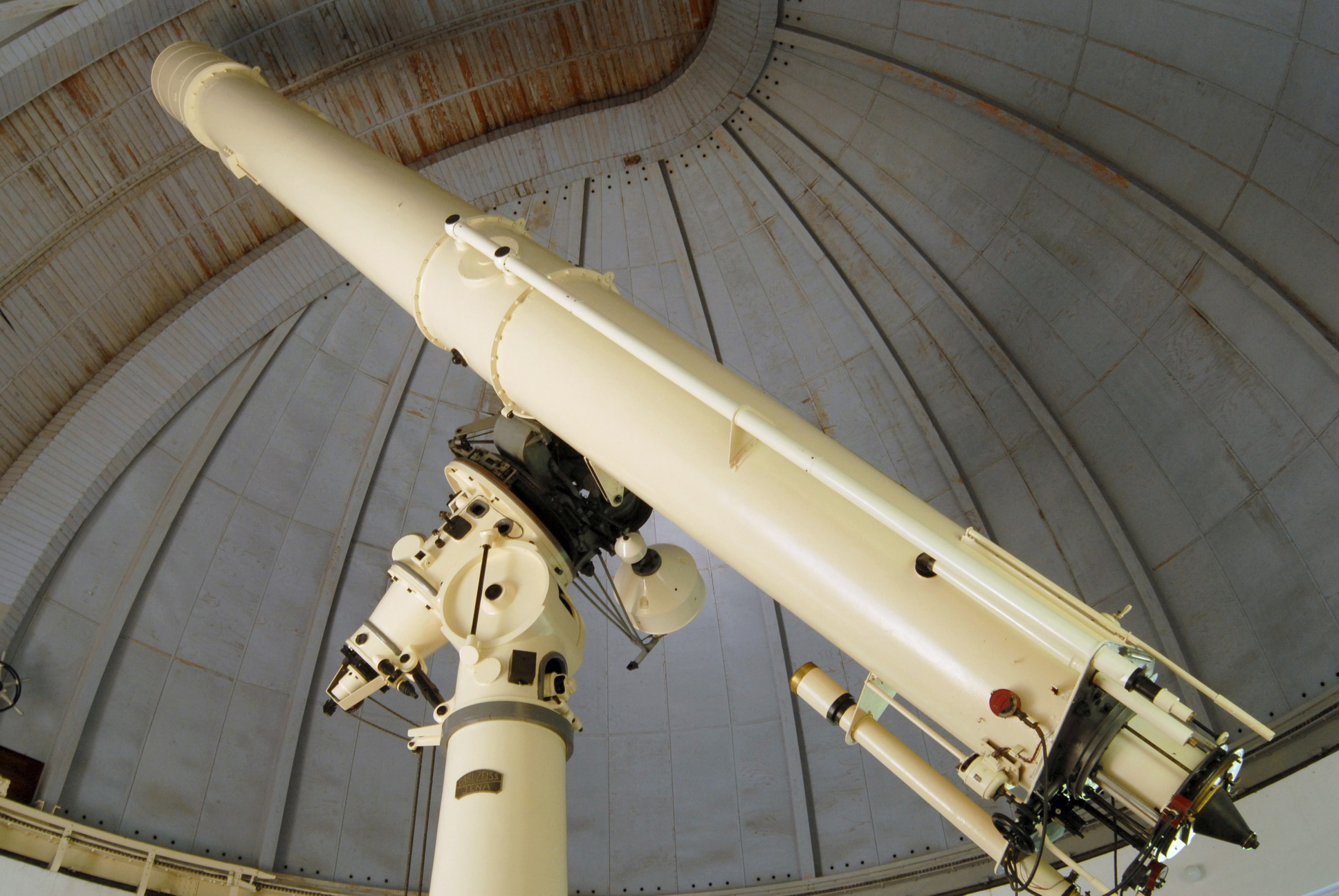
Il grande rifrattore Zeiss da 650/10550 mm

Nel 1929 Mišković, confrontandosi con gli organi politico-amministrativi statali sulla necessità di una struttura più moderna e facendo leva sul fatto che paesi di confronto come l'Unione Sovietica e il Regno Unito con i rispettivi osservatori di Pulkovo e Greenwich fossero all'avanguardia, riuscì a ottenere fondi per la costruzione di un nuovo moderno osservatorio, da costruirsi presso un sito identificato 6 km a sud-est dal centro della città, occupante un'area di 4,5 ettari (11 acri) a 253 metri (830 piedi) di altezza, sopra Vračar. La richiesta fu accolta e il 7 ottobre 1929 a Mišković furono concessi 10 milioni di dinari (176520 $) per la costruzione e per la sua prodigalità profusa nell'acquisizione del nuovo edificio, Mišković fu onorato con il titolo di  "costruttore dell'osservatorio".
Il complesso fu progettato e costruito tra il 1930 e il 1932 dall'architetto cecoslovacco Jan Dubovy. L'osservatorio, con annessi padiglioni amministrativi e osservativi, fu progettato in stile modernista, uno dei primi edifici di questo tipo a Belgrado, con elementi architettonici di storicismo accademico caratteristici del periodo tra le due guerre. Dubovy progettò anche gli interni, compresa la lodata biblioteca astronomica ad oggi la più grande e meglio attrezzata del suo genere in Jugoslavia, la quale conserva oltre 100 000 copie di riviste astronomiche e oltre 5 000 libri. Tra le rarità custodite vi sono gli originali di Ruđer Bošković con Elementi di matematica generale, stampato a Roma nel 1757 e il calendario eterno, del poliedrico serbo Zaharije Orfelin stampato a Vienna nel 1783.
I diversi padiglioni, nel 1934 poterono già ospitare il piccolo cerchio meridiano, il Grande rifrattore Carl Zeiss da 650/10550 mm, il Piccolo Rifrattore, un astrografo Zeiss 160/800 mm, un caratteristico edificio a torre per il serbatoio d'acqua, altri edifici con officina meccanica e falegnameria. L'area del complesso copriva 4,5 ettari (11 acri). In seguito furono costruiti nelle vicinanze alcuni padiglioni logistici ad uso dei ricercatori e delle loro famiglie. Grazie alla presenza dell'osservatorio, all'epoca chiamato zvezdarnica in serbo, l'intera area precedentemente nota come Veliki Vračar divenne nota come Zvezdara, oggi facente parte della municipalità della città di Belgrado.

### Seconda guerra mondiale
Durante la seconda guerra mondiale, le ale dell'osservatorio svolgenti funzioni amministrative furono convertite in area mensa per gli ufficiali tedeschi. Costoro escogitarono anche un piano per smantellare tutta l'attrezzatura e portarla in Germania, ma grazie all'impegno profuso dal direttore Mišković, tale scelleratezza fu impedita, sebbene i soldati saccheggiarono l'istituzione scientifica.

### Dopo il 1945

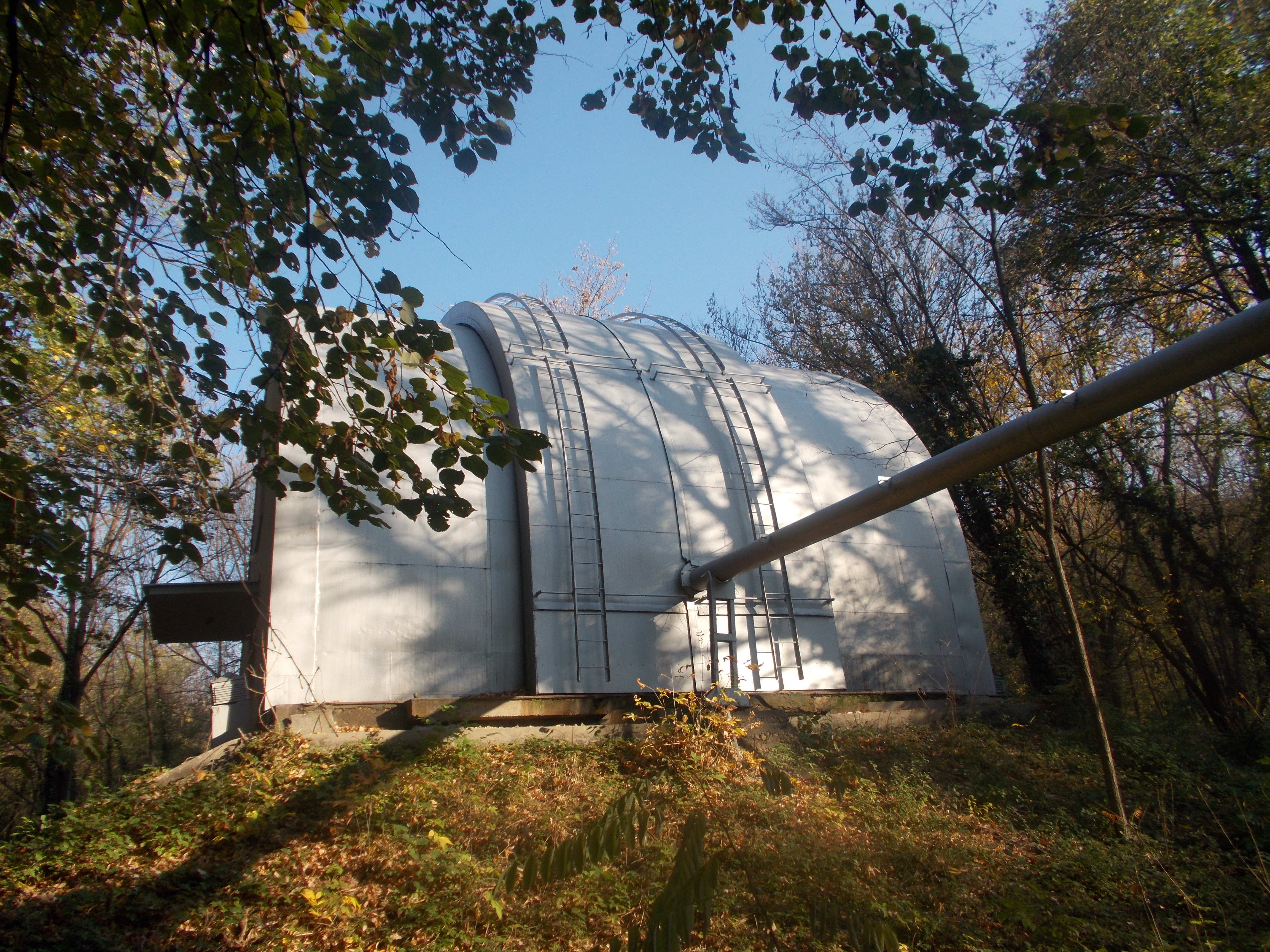
Padiglione del Grande strumento dei passaggi costruito nel 1959

Dal 1957 al 1959 furono costruiti tre ulteriori padiglioni per l'osservazione: il padiglione del grande cerchio verticale Askania 190/2578 mm, il padiglione del grande strumento di transito Askania 190/2578 mm e il padiglione del grande cerchio meridiano Askania 190/2578 mm. Sebbene l'astronomia moderna richieda logistica, strumentazione e peculiarità climatiche (inquinamento luminoso, altura, meteorologia favorevole) che l'osservatorio di Belgrado non può più garantire, il complesso è ad oggi una organizzazione attiva con più di 50 dipendenti tra ricercatori ed amministrativi. Nel 2001 lo stato ha posto sotto protezione l'edificio dell'osservatorio, dichiarandolo monumento culturale. Nel contempo l'abbandono delle attività di ricerca e le speculazioni edilizie in prossimità del complesso ne hanno messo a rischio il valore storico e culturale e l'auspicata trasformazione in un museo potrebbe garantire la conservazione dei tesori scientifici e tecnologici che l'osservatorio ha accumulato in più di 150 anni di attività.

### Stazione robotica di monte Vidojevica
Nel 2011 è stata ultimata la costruzione della nuova stazione astronomica dell'osservatorio di Belgrado sulla sommità del Monte Vidojevica, situato nel sud della Serbia ad un'altitudine di 1.155 metri. Vi è stato collocato un telescopio riflettore Cassegrain da 60 cm (24 pollici). Il nuovo telescopio è intitolato a Milan Nedeljković, il primo direttore e fondatore dell'osservatorio. Successivamente nella primavera del 2016 è stato installato un telescopio completamente robotico da 1,4 metri intitolato a Milutin Milanković, geofisico, ingegnere civile e astronomo che è stato direttore dell'osservatorio dal 1948 al 1951.

## Ricerca e risultati scientifici
Numerose sono state le ricerche di fotometria, spettroscopia, cosmologia, studi di stelle binarie e corpi minori, oltre a ricerche in ambito sismologico, meteorologico e geomagnetico. Presso l'osservatorio sono state scoperte più di 200 stelle binarie ed oltre 40 asteroidi da parte degli astronomi di Belgrado. Nel 1936 Milorad Protić scoprì l'asteroide 1564 Srbija, primo di una lunga serie di corpi minori. Il solo  in 20 anni di osservazioni ha scoperto 33 nuovi asteroidi, dei quali il MPC ne ha accreditati sette. L'astronomo Petar Đurković tra il 1936 ed il 1941 ha scoperto 5 asteroidi, dei quali due accreditati. Tra i corpi minori scoperti vi sono: 1700 Zvezdara, 1517 Beograd, 1554 Jugoslavia, 2244 Tesla, 1724 Vladimir, questo ultimo intitolato al nipote di Protic.